# 5221 Fabribudweis
5221 Fabribudweis eller 1980 FB är en asteroid i huvudbältet som upptäcktes den 16 mars 1980 av den slovakiske astronomen L. Brožek vid Kleť-observatoriet. Den är uppkallad efter den tjeckiska vetenskapsmannen Wenceslaus Fabri de Budwei.
Asteroiden har en diameter på ungefär 13 kilometer och den tillhör asteroidgruppen Themis.